# Sonata for solo guitar
De Sonata for solo guitar is een compositie van Johan Kvandal. Het werk is geschreven op verzoek van de gitarist Erik Stenstadvold, die het ook opnam voor een klein Noors platenlabel (catalogus van ongeveer 35 uitgaven). Erik Standtsvold is met name in Noorwegen bekend als gitarist en docent op de gitaar.
De sonate bestaat uit drie delen:
1. Adagio – allegro
2. Adagio
3. Allegro

## Discografie
- Uitgave Simax: Stein-Erik Olsen
- Uitgave VEPS Forlag: Roy Henning Snyen
- Uitgave VEPS Forlag: Erik Stanstadvold